# 기호흥학회
기호흥학회(畿湖興學會)는 대한제국 시기에 결성된 애국계몽 운동 계열의 단체이다.

## 개요
대한제국 말기인 1908년 1월에 한성부에서 조직되었다. 기호 지역 출신의 인사 105명이 창립 총회에 참가했다. 이들은 대한제국 국권 회복의 길은 교육 진흥과 산업 발달에 있다고 주장하였다.
초대 회장은 이용직, 부회장은 지석영, 총무는 정영택이 맡았다. 초대 평의원은 유성준, 석진형, 이상재, 윤효정, 장헌식, 정교, 장도, 유근, 유일선 등이다. 이용직에 이어 윤웅렬, 김윤식, 홍필주가 차례로 기호흥학회 회장을 지냈다.
이 시기의 애국계동 단체 가운데서는 대한자강회와 이 단체를 이어받은 대한협회가 중심 역할을 하였고, 기호흥학회는 지역별로 설립된 자강운동 단체 가운데 하나로 성립되었다. 한성을 포함한 경기도와 충청도를 중심으로 활동했으며, 정치 단체가 아닌 교육운동 단체를 표방하였다.
기관지로 이해조가 편집인을 맡은 《기호흥학회월보》를 발행하였다. 《기호흥학회월보》는 1909년 7월까지 통권 12호를 발간했다. 1910년에 한일 병합 조약이 체결되면서 각종 단체가 강제로 해산되어, 기호흥학회도 해체되었다.

## 기호학교
약 2년 반 동안 존속한 기호흥학회의 활동 중 두드러지는 것은 한성에 기호학교를 설립한 것이다. 기호학교는 1908년 6월에 서울 종로구 소격동에서 개교하고, 교사를 양성하는데 중점을 두었다. 초대 교장은 윤효정이 맡았다.
한일 병합 조약 체결 후에 융희학교와 병합하여 중앙학교로 개편하였다. 중앙학교는 중앙고등학교의 모체가 되었다.